# GovData
GovData ist seit 2013 Deutschlands nationales Metadatenportal für Open Government Data. Das E-Government-Gesetz und das Datennutzungsgesetz sehen die Nutzung des Portals für Verwaltungsdaten vor. Es wird von der Föderale IT-Kooperation (FITKO) betrieben. Mit Stand März 2024 stellt das Portal Metadaten für 96555 Datensätze bereit. Die Software des Portals basiert auf CKAN, einer webbasierten Datenkatalog-Software zum Teilen „offener Daten“.